# Gran Parma Rugby 2007-2008

## Super 10 2007-08

### Stagione regolare
| Incontro                     | Andata | Ritorno |
| ---------------------------- | ------ | ------- |
| Benetton — Gran Parma        | 39-14  | 23-24   |
| Gran Parma — Viadana         | 13-20  | 11-20   |
| Rovigo — Gran Parma          | 16-3   | 24-31   |
| Gran Parma — Calvisano       | 38-20  | 6-51    |
| Amatori Catania — Gran Parma | 29-23  | 10-23   |
| Veneziamestre — Gran Parma   | 13-9   | 5-16    |
| Parma — Gran Parma           | 17-17  | 15-13   |
| Gran Parma — Benetton        | 20-52  | 7-62    |
| Gran Parma — Capitolina      | 25-18  | 18-21   |

#### Risultati della stagione regolare
| Posizione | G  | V | N | P  | PF  | PS  | DP   | B | Pt |
| --------- | -- | - | - | -- | --- | --- | ---- | - | -- |
| 9ª        | 18 | 6 | 1 | 11 | 311 | 455 | -144 | 6 | 32 |

## Coppa Italia 2007-08

### Prima fase
| Incontro                   | Risultato |
| -------------------------- | --------- |
| Petrarca — Gran Parma      | 59-10     |
| Gran Parma — Rovigo        | 23-10     |
| Veneziamestre — Gran Parma | 19-14     |
| Gran Parma — Benetton      | 23-38     |

#### Risultati della prima fase
| Posizione | G | V | N | P | PF | PS  | DP  | B | Pt |
| --------- | - | - | - | - | -- | --- | --- | - | -- |
| 4ª        | 4 | 1 | 0 | 3 | 70 | 126 | -56 | 1 | 5  |

## European Challenge Cup 2007-08

### Prima fase
| Incontro               | Andata | Ritorno |
| ---------------------- | ------ | ------- |
| Montauban — Gran Parma | 65-6   | 34-17   |
| Gran Parma — Bucarest  | 23-23  | 20-21   |
| Worcester — Gran Parma | 50-0   | 66-16   |

#### Risultati della prima fase
| Posizione | G | V | N | P | PF | PS  | DP   | B | Pt |
| --------- | - | - | - | - | -- | --- | ---- | - | -- |
| 4ª        | 6 | 0 | 1 | 5 | 82 | 259 | -177 | 1 | 3  |